# Honingeters
Honingeters (Meliphagidae) zijn een familie van zangvogels uit de orde zangvogels en de superfamilie Meliphagoidea.

## Kenmerken
De kleuren bij de diverse soorten hebben een grote variatie aan opvallende kleuren. De lichaamslengte varieert van 9,5 tot 32 cm.

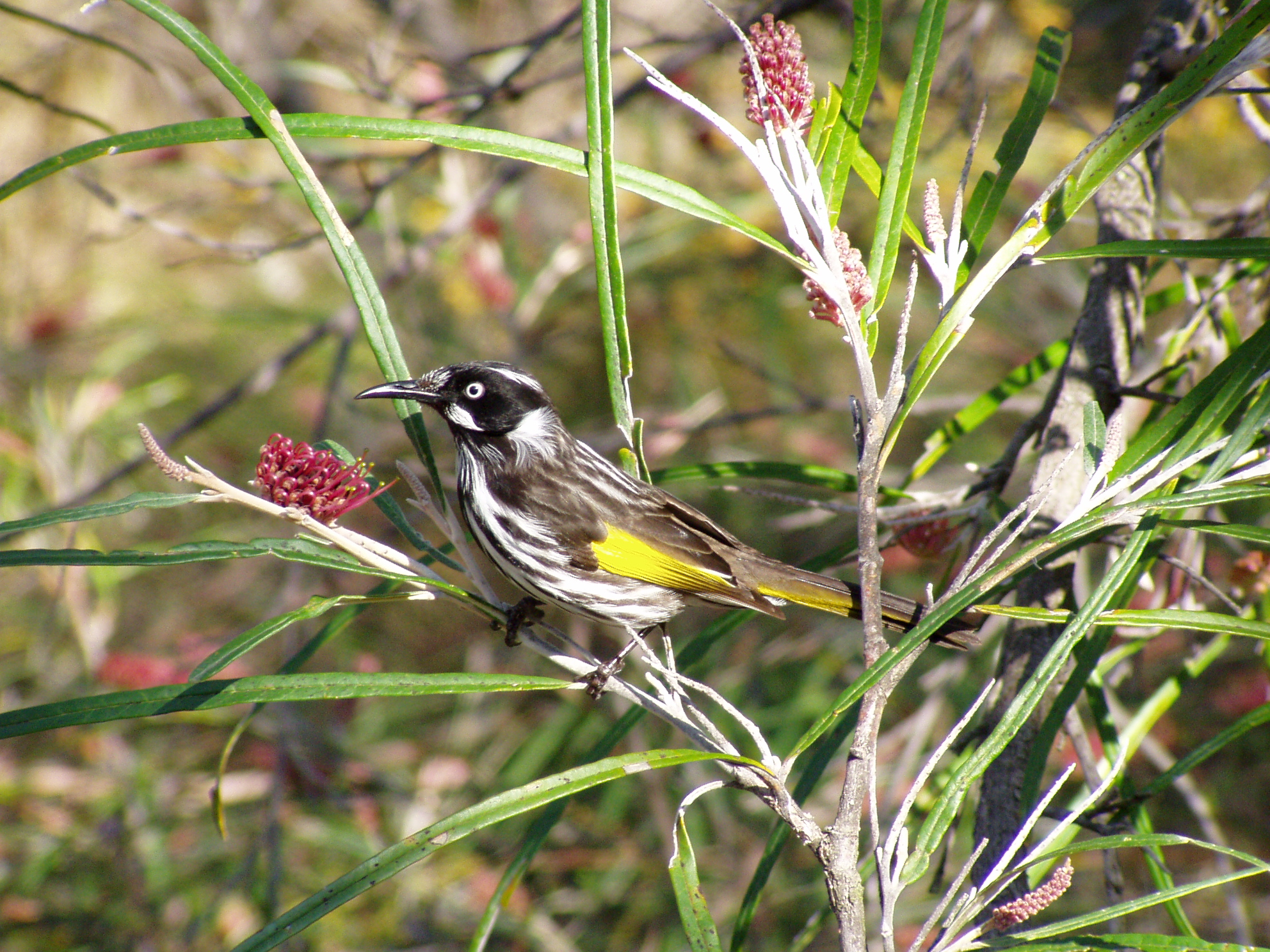
Witooghoningeter (Phylidonyris novaehollandiae)

## Leefwijze
Hun voedsel bestaat voornamelijk uit honing, vruchten en insecten.

## Verspreiding
Het is een grote familie met soorten die exclusief voorkomen in Australië, Nieuw Guinea, eilanden in de Grote Oceaan en op maar één eiland westelijk van de Wallacelijn, namelijk Bali. Ze leven allemaal in bosachtige habitats.

## Taxonomie
Sommige soorten honingeters, zoals de soorten uit de geslachten Myza en Myzomela lijken op de honingzuigers in de Oude Wereld. Echter, daaraan zijn ze niet verwant. Sinds er taxonomisch moleculair genetisch onderzoek plaatsvindt, weet men dat deze familie - samen met de andere families in de superfamilie Meliphagoidea- een geheel aparte clade vormt binnen de oscines. Hun naaste verwanten zijn clades als de liervogels en de Pomatostomidae die ook exclusief voorkomen in Australië en Nieuw-Guinea.
Op de IOC World Bird List van 2020 zijn diverse veranderingen aangebracht onder andere op grond van in 2019 gepubliceerd moleculair genetisch onderzoek aan de geslachten en soorten binnen deze familie. De familie telt sindsdien bijna 200 soorten in 55 geslachten.

### Lijst van geslachten
(Alfabetische volgorde)
- Geslacht Acanthagenys (1 soort: Goudkeelhoningeter)
- Geslacht Acanthorhynchus (2 soorten)
- Geslacht Anthochaera (5 soorten lelhoningeters)
- Geslacht Anthornis (2 soorten belhoningeters, w.v. 1 is uitgestorven)
- Geslacht Ashbyia (1 soort: Woestijnschijnpaapje)
- Geslacht Bolemoreus (2 soorten)
- Geslacht Caligavis (3 soorten)
- Geslacht Certhionyx (1 soort: Eksterhoningeter)
- Geslacht Cissomela (1 soort: Zwartbandhoningeter)
- Geslacht Conopophila (3 soorten)
- Geslacht Entomyzon (1 soort: Blauwwanghoningeter)
- Geslacht Epthianura (4 soorten schijnpaapjes)
- Geslacht Foulehaio (3 soorten fijihoningeters)
- Geslacht Gavicalis (3 soorten)
- Geslacht Gliciphila (1 soort: Goudkruinhoningeter)
- Geslacht Glycichaera (1 soort: Brilvogelhoningeter)
- Geslacht Glycifohia (2 soorten)
- Geslacht Grantiella (1 soort: Bonte honingeter)
- Geslacht Guadalcanaria (1 soort: Guadalcanalhoningeter)
- Geslacht Gymnomyza (4 soorten)
- Geslacht Lichenostomus (2 soorten)
- Geslacht Lichmera (9 soorten)
- Geslacht Macgregoria (1 soort: MacGregors honingeter)
- Geslacht Manorina (4 soorten)
- Geslacht Meliarchus (1 soort: Makirahoningeter)
- Geslacht Melidectes (6 soorten)
- Geslacht Melilestes (1 soort: Langsnavelhoningeter)
- Geslacht Melionyx (3 soorten)
- Geslacht Meliphacator (1 soort: Kandavuhoningeter)
- Geslacht Meliphaga (3 soorten)
- Geslacht Melipotes (4 soorten)
- Geslacht Melithreptus (7 soorten)
- Geslacht Melitograis (1 soort: Halmaheralederkop)
- Geslacht Microptilotis (10 soorten)
- Geslacht Myza (2 soorten)
- Geslacht Myzomela (40 soorten dwerghoningeters)
- Geslacht Nesoptilotis (2 soorten)
- Geslacht Oreornis (1 soort: Goudwanghoningeter)
- Geslacht Philemon (18 soorten lederkoppen)
- Geslacht Phylidonyris (3 soorten)
- Geslacht Plectorhyncha (1 soort: Gestreepte honingeter)
- Geslacht Prosthemadera (1 soort: Toei)
- Geslacht Ptiloprora (6 soorten)
- Geslacht Ptilotula (6 soorten)
- Geslacht Purnella (1 soort: Witvoorhoofdhoningeter)
- Geslacht Pycnopygius (3 soorten)
- Geslacht Ramsayornis (2 soorten)
- Geslacht Stomiopera (2 soorten)
- Geslacht Stresemannia (1 soort: Bougainvillehoningeter)
- Geslacht Sugomel (2 soorten)
- Geslacht Territornis (3 soorten)
- Geslacht Timeliopsis (2 soorten timaliahoningeters)
- Geslacht Trichodere (1 soort: Cape-Yorkhoningeter)
- Geslacht Vosea (1 soort: Whitemanhoningeter)
- Geslacht Xanthotis (3 soorten)

Acanthisittidae (Rotswinterkoningen) · Acanthizidae (Australische zangers) · Acrocephalidae (Rietzangers) · Aegithalidae (Staartmezen) · Aegithinidae (Iora's) · Alaudidae (Leeuweriken) · Alcippeidae (Alcippes) · Artamidae (Spitsvogels) ·  Atrichornithidae (Doornkruipers) · Bernieridae (Madagaskarzangers) · Bombycillidae (Pestvogels) · Buphagidae (Ossenpikkers) · Calcariidae (IJsgorzen) · Callaeidae (Nieuw-Zeelandse lelvogels) · Calyptomenidae (Afrikaanse breedbekken) · Calyptophilidae (Tapuittangaren) · Campephagidae (Rupsvogels) · Cardinalidae (Kardinaalachtigen) · Certhiidae (Echte boomkruipers) · Cettiidae (Struikzangers) · Chaetopidae (Rotsspringers) · Chloropseidae (Bladvogels) · Cinclidae (Waterspreeuwen) · Cinclosomatidae (Kwartellijsters) · Cisticolidae (Graszangers) · Climacteridae (Australische kruipers) · Cnemophilidae (Satijnvogels) · Conopophagidae (Muggeneters) · Corcoracidae (Slijknestkraaien) · Corvidae (Kraaien) · Cotingidae (Cotinga's) · Dasyornithidae (Borstelvogels) · Dicaeidae (Bastaardhoningvogels) · Dicruridae (Drongo's) · Donacobiidae (Zwartkopdonacobius) · Dulidae (Palmtapuiten) · Elachuridae (Elachura) · Emberizidae (Gorzen) · Erythrocercidae (Elfmonarchen) · Estrildidae (Prachtvinken) · Eulacestomatidae (Leldikkop) · Eupetidae (Ralbabbelaars) · Eurylaimidae (Breedbekken en hapvogels) · Falcunculidae (Harlekijndikkoppen) · Formicariidae (Mierlijsters) · Fringillidae (Vinkachtigen) · Furnariidae (Ovenvogels) · Grallariidae (Mierpitta's) · Hirundinidae (Zwaluwen) · Hyliidae (Hylia's) · Hyliotidae (Hyliota's) · Hylocitreidae (Bessendikkop) · Hypocoliidae (Zijdestaarten) · Icteridae (Troepialen) · Icteriidae (Geelborstzanger) · Ifritidae (Ifrita) · Irenidae (Irena's) · Laniidae (Klauwieren) · Leiothrichidae (Babbelaars) · Locustellidae (Sprinkhaanzangers) · Machaerirhynchidae (Bootsnavels) · Macrosphenidae (Afrikaanse zangers) · Malaconotidae (Bosklauwieren) · Maluridae (Elfjes)    · Melampittidae (Paradijspitta's) · Melanocharitidae (Bessenpikkers) · Melanopareiidae (Maansluipers) · Meliphagidae (Honingeters) · Menuridae (Liervogels) · Mimidae (Spotlijsters) · Mitrospingidae (Mitrospingustangaren) · Modulatricidae (Vlekkeellijsters) · Mohoidae (O'o's) · Mohouidae (Mohoua's) · Monarchidae (Monarchen) · Motacillidae (Kwikstaarten en piepers) · Muscicapidae (Vliegenvangers) · Nectariniidae (Honingzuigers) · Neosittidae (Boomlopers) · Nesospingidae (Puertoricaanse tangare) ·  Nicatoridae (Nicators) · Notiomystidae (Hihi) · Oreoicidae (Oreoica's) · Oriolidae (Wielewalen en vijgvogels) · Orthonychidae (Stronklopers) · Pachycephalidae (Dikkoppen en fluiters) · Panuridae (Baardmannetje) · Paradisaeidae (Paradijsvogels) · Paradoxornithidae (Diksnavelmezen) · Paramythiidae (Prachtbessenpikkers) · Pardalotidae (Diamantvogels) · Paridae (Mezen) · Parulidae (Amerikaanse zangers) · Passerellidae (Amerikaanse gorzen) · Passeridae (Mussen) · Pellorneidae (Grondtimalia's) · Petroicidae (Australische vliegenvangers) · Peucedramidae (Oranjekopzanger) · Phaenicophilidae (Hispaniolatangaren) · Philepittidae (Asities) · Phylloscopidae (Boszangers) · Picathartidae (Kaalkopkraaien) · Pipridae (Manakins) · Pittidae (Pitta's) · Pityriasidae (Borstelkop) · Platylophidae (Maleise kuifgaai) · Platysteiridae (Lelvliegenvangers) · Ploceidae (Wevers en verwanten) · Pnoepygidae (Pnoepyga's) · Polioptilidae (Muggenvangers) · Pomatostomidae (Australaziatische babbelaars) · Promeropidae (Afrikaanse suikervogels) · Prunellidae (Heggenmussen) · Psophodidae (Zwiepfluiters) · Ptiliogonatidae (Zijdevliegenvangers) · Ptilonorhynchidae (Prieelvogels) · Pycnonotidae (Buulbuuls) · Regulidae (Goudhaantjes) · Remizidae (Buidelmezen) · Rhagologidae (Geschubde dikkop) · Rhinocryptidae (Tapaculo's) · Rhipiduridae (Waaierstaarten) · Rhodinocichlidae (Troepiaaltangare) · Salpornithidae (Gevlekte boomkruipers) · Sapayoidae (Breedbekmanakin) · Scotocercidae (Maquiszanger) · Sittidae (Boomklevers) · Spindalidae (Spindalissen) · Stenostiridae (Elfvliegenvangers) · Sturnidae (Spreeuwen) · Sylviidae (Grasmussen) · Teretistridae (Cubaanse zangers) · Thamnophilidae (Miervogels) · Thraupidae (Tangaren) · Tichodromidae (Rotskruiper) · Timaliidae (Timalia's) · Tityridae (Tityra's) · Troglodytidae (Winterkoningen) · Turdidae (Lijsters) · Tyrannidae (Tirannen) · Urocynchramidae (Przewalski's roodmus) · Vangidae (Vanga's) · Viduidae (Wida's) · Vireonidae (Vireo's) · Zeledoniidae (Zeledonia) · Zosteropidae (Brilvogels)